# Parco Ducale (Parma)
Il Parco Ducale, conosciuto semplicemente anche come "il giardino" o giardino pubblico, è un parco storico di Parma di 208.700 m², che sorge nel quartiere Oltretorrente nei pressi del torrente Parma.

## Storia

### Il parco farnesiano
Il duca Ottavio Farnese ebbe per primo nel 1561 l'idea di realizzare un parco nella zona dell'Oltretorrente, attorno alla nuova villa che fece erigere nella zona allora occupata dal trecentesco castello della Ghiara edificato da Bernabò Visconti; per questo motivo acquistò i terreni circostanti e abbatté vari edifici, mantenendo solo il rinascimentale Palazzetto Eucherio Sanvitale. Il primo giardino era costituito da un viale centrale allineato con la facciata del nuovo Palazzo del Giardino progettato dal Vignola, contornato simmetricamente da aiuole affiancate da fontane; presto vi crebbero siepi di rosmarino e mirto, oltre a querce, platani, alberi da frutta e ortaggi; numerosi erano inoltre gli agrumi in vaso, che venivano conservati nei mesi invernali in apposite strutture riscaldate.
Giunti a Parma alla fine del XVI secolo, gli ambasciatori veneti Gianfrancesco Morosini e Marino Zorzi scrissero:
(Gianfrancesco Morosini, Marino Zorzi)
Più di un secolo dopo, per celebrare le nozze del figlio Odoardo II Farnese con Dorotea Sofia di Neuburg nel 1690, il duca Ranuccio II Farnese incaricò Domenico Valmagini della realizzazione, al termine dell'ampio viale centrale del parco, di una grande peschiera ovoidale con isolotto nel mezzo, al fine di rappresentarvi spettacoli nautici detti naumachie. Casimir Freschot, invitato al matrimonio di corte, scrisse al riguardo:
(Casimir Freschot)
Dal 1710 al 1731, come testimoniato dalle carte farnesiane custodite negli archivi storici, i duchi organizzarono vari spettacoli nel parco, durante i quali furono anche utilizzati leoni, tigri e altre fiere per combattimenti.

### Il parco borbonico
Con l'estinzione nel 1731 della casata dei Farnese, il parco cadde in uno stato di declino, che si accentuò durante la guerra di successione austriaca, quando nel 1745 tutti gli alberi secolari, persino quelli posti sull'isolotto al centro della peschiera, vennero tagliati e bruciati per alimentare i fuochi delle truppe del principe Lobkowicz. Francesco Garbarini, direttore camerale delle finanze incaricato da Vienna di preservare il giardino ducale, tentò invano di bloccare lo scempio offrendo l'intero bosco demaniale del Cornocchio. Il poeta di Corte Carlo Innocenzo Frugoni scrisse riguardo alla perdita del bosco:
L'alte piante, ove i Pastori

Avean ombra e verde scanno;

Né già incise dai cantori

Vivon più nella corteccia

Dositea, Nisalma, Dori;

né da tronco a tronco treccia

Più di fior appende a Pale

La più turba boschereccia»
(Carlo Innocenzo Frugoni)
Per questo il nuovo duca Filippo di Borbone nel 1749 incaricò della totale ristrutturazione del parco il primo ministro ducale Guillaume du Tillot, che affidò il progetto all'architetto Ennemond Alexandre Petitot. Ne nacque così un parco neoclassico su ispirazione francese, ricco di statue e vasi monumentali in marmo di Carrara scolpiti da Jean-Baptiste Boudard su disegno del Petitot stesso. L'architetto vi realizzò inoltre nel 1769, in occasione del matrimonio fra Ferdinando di Borbone, figlio del duca Filippo, e Maria Amalia d'Asburgo-Lorena, il piccolo Tempietto d'Arcadia.
Dopo l'annessione del ducato di Parma e Piacenza all'Impero francese, Napoleone Bonaparte visitò per la prima volta il parco il 27 giugno del 1805. Per l'occasione il Comune di Parma vi organizzò in suo onore una fiera delle arti e dei mestieri; l'imperatore arrivò nel giardino dal torrente, visitò velocemente il palazzo e si diresse all'esposizione; infine, dopo aver ascoltato la banda dell'istituto Sanvitale di Fontanellato, completò la visita alla città e riprese la strada per Piacenza con tutta la sua corte.

### Il parco di Maria Luigia

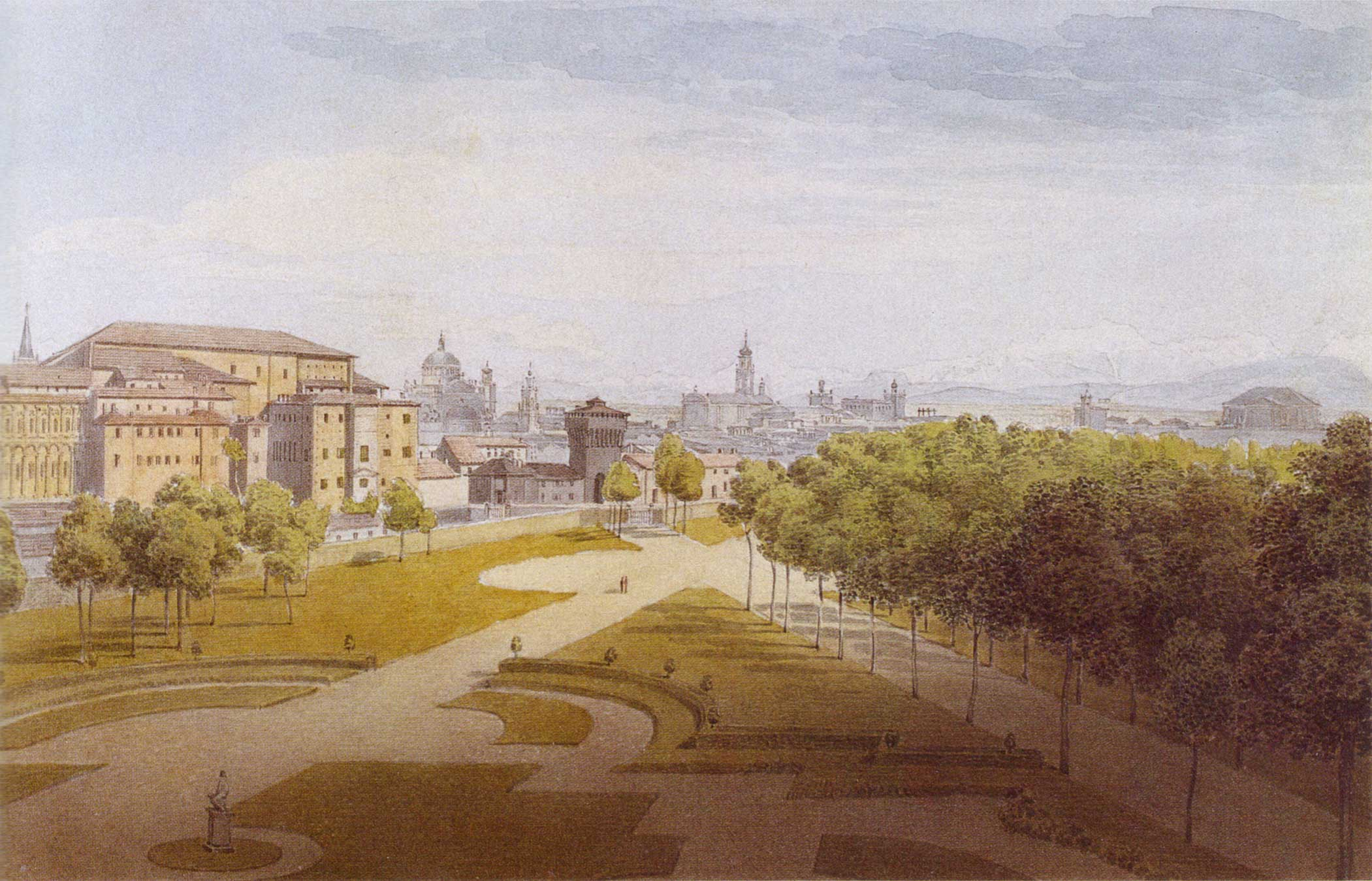
Maria Luisa d'Asburgo-Lorena, Veduta di Parma, 1816

Dopo la Restaurazione, la nuova duchessa Maria Luigia incaricò l'architetto di corte Nicola Bettoli di un parziale ripristino del parco, introducendovi nuove specie arboree, tra cui i platani monumentali piantati all'incirca nel 1830 nella cosiddetta piazza dei Platani al centro della grande étoile posta di fronte al palazzo.

### Il parco pubblico
Divenuto di proprietà comunale dopo l'Unità d'Italia, il parco fu aperto al pubblico; per questo furono abbattute le mura e vennero aperti nuovi ingressi, tra cui quello su via delle Fonderie.
Negli anni seguenti la parziale incuria favorì la crescita spontanea di numerose specie arboree, tra cui olmi e querce, che si diffusero fra gli originari tigli e ippocastani.
Nel 1920 si rese quindi necessario un ulteriore intervento di riorganizzazione del parco, su progetto dello scenografo Giuseppe Carmignani; fu allora che il Gruppo del Sileno, principale statua del Boudard, fu spostato al centro dell'étoile, mentre fu posizionata sull'isolotto al centro della peschiera la grande Fontana del Trianon, realizzata tra il 1712 e il 1719 dall'architetto e scultore Giuliano Mozzani per il giardino della Reggia di Colorno.
Tra il 2000 e il 2001 il parco fu completamente ristrutturato riportandolo alla sua veste neoclassica, sulla base dei disegni del Petitot.

## Descrizione

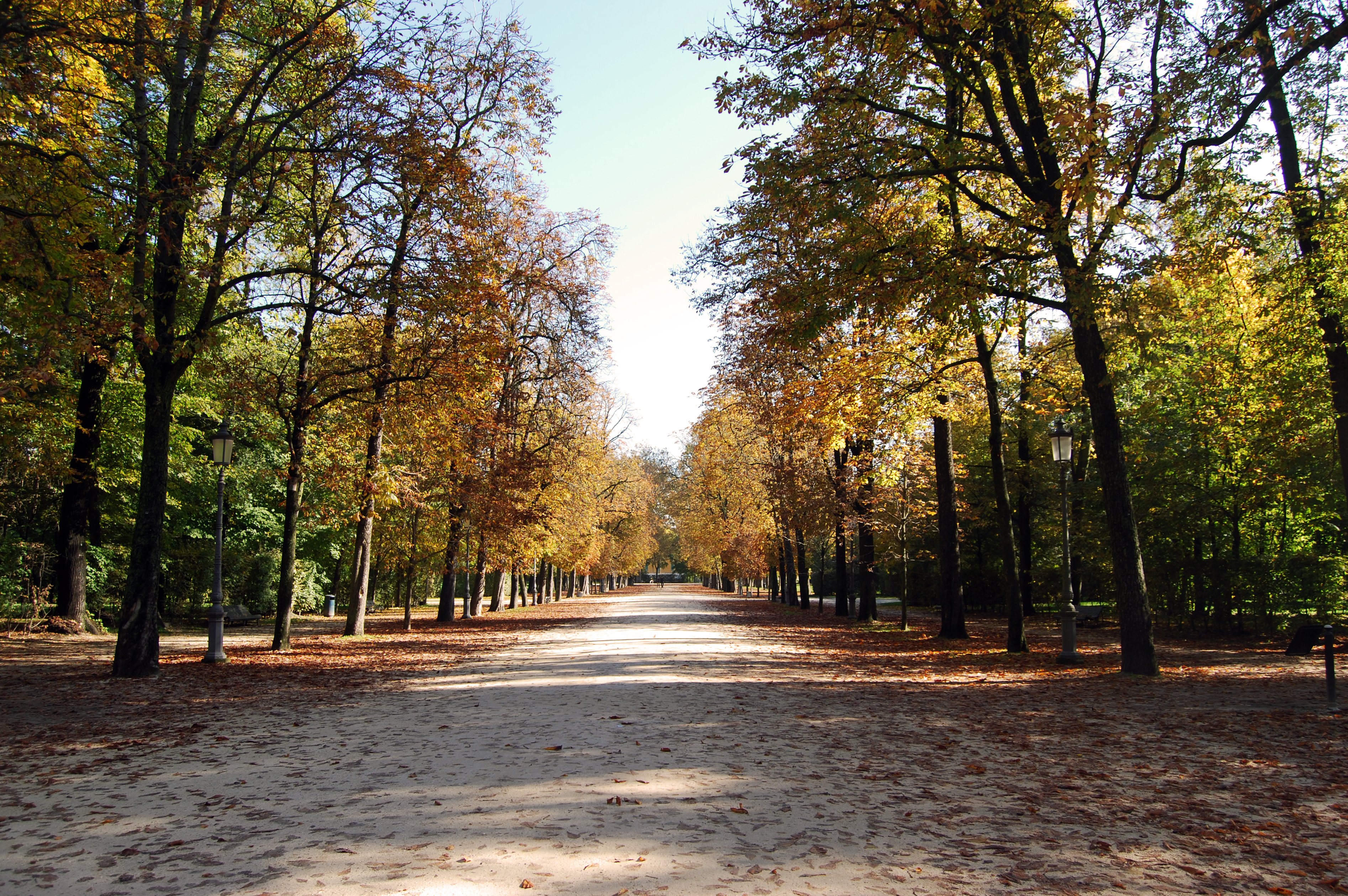
Viale centrale

Il parco si sviluppa su una pianta trapezoidale con l'asse principale disposto perpendicolarmente al torrente Parma; il Palazzo del Giardino, tuttavia, si trova in posizione decentrata, anche se tale mancanza di simmetria fu risolta dal Petitot con la creazione, proprio di fronte all'edificio, della grande piazza ad étoile, oggi circondata da alti platani (Platanus hybrida) risalenti all'intervento dell'architetto Nicola Bettoli; da essa si irradiano sette viali, di cui sei affiancati da ippocastani.

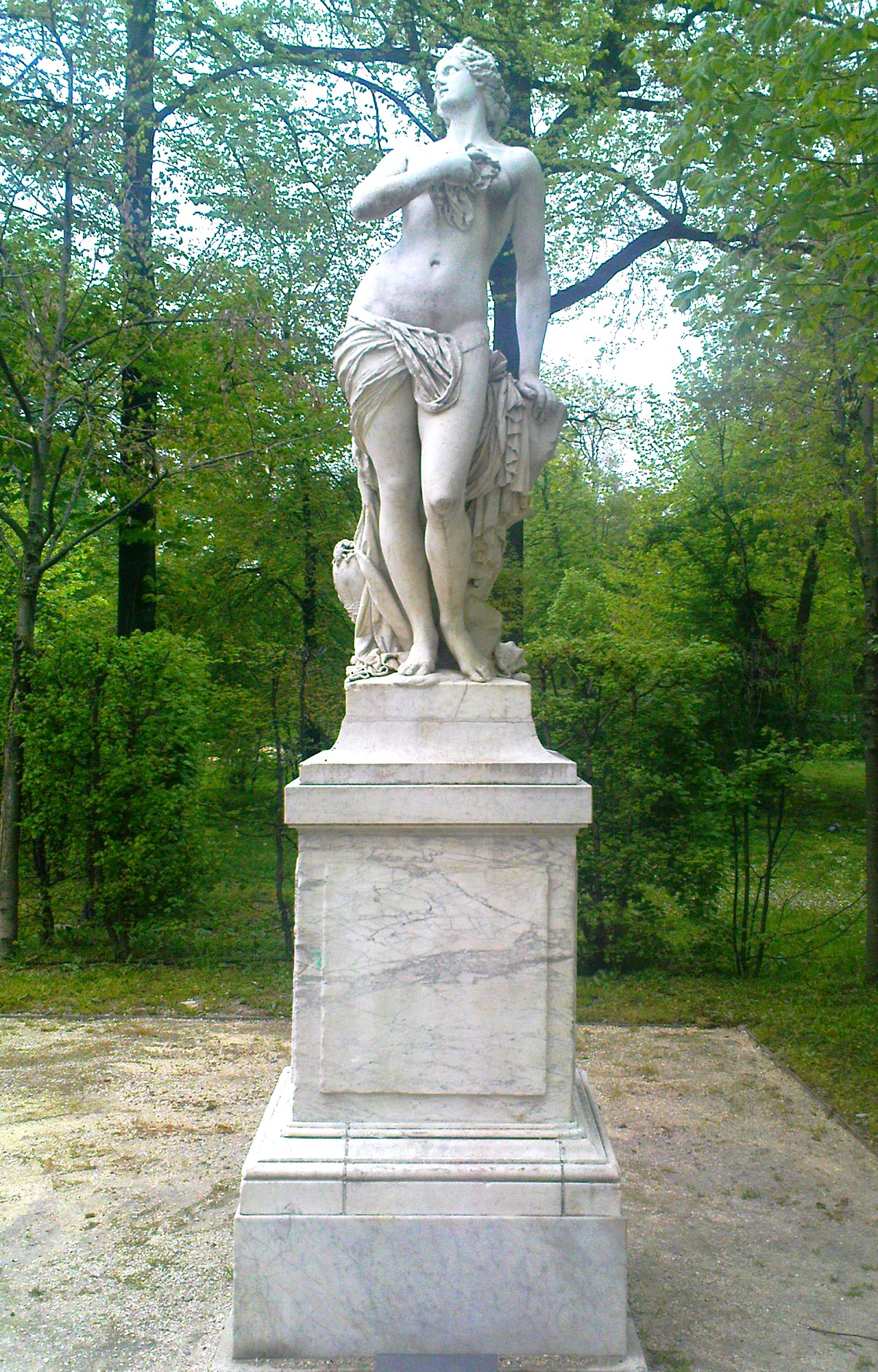
Statua di Arianna

Il grande boulevard centrale divide in due il parco, conducendo direttamente alla grande peschiera. Altri viali, che raggiungono complessivamente i 3,2 km di lunghezza, percorrono il giardino, circondato da un boulevard perimetrale di circa 1,8 km.
Il grande vialone centrale incrocia alcune strade perpendicolari, che si addentrano nei boschi laterali.
Superato il viale circolare che circonda l'étoile, si incontra un primo slargo all'intersezione col primo vialetto ortogonale; lungo il suo sviluppo si aprono simmetricamente rispetto al boulevard centrale due piccole radure di forma rettangolare, al cui centro sono collocati due grandi vasi decorati con conchiglie. All'intersezione col viale perimetrale il vialetto forma altri due piccoli slarghi a pianta rettangolare; nei pressi di quello a sud si innalza il Palazzetto Eucherio Sanvitale, mentre di fronte all'incrocio si apre l'area giochi per bambini, a poca distanza dalla Serra degli Aranci. A nord simmetricamente al palazzetto si ergono le Serre comunali, mentre nella piazzetta sono posizionate le due statue di Venere e Apollo; di fronte all'incrocio è infine ancora visibile l'unico tratto superstite delle mura cinquecentesche cittadine, demolite agli inizi del XX secolo.

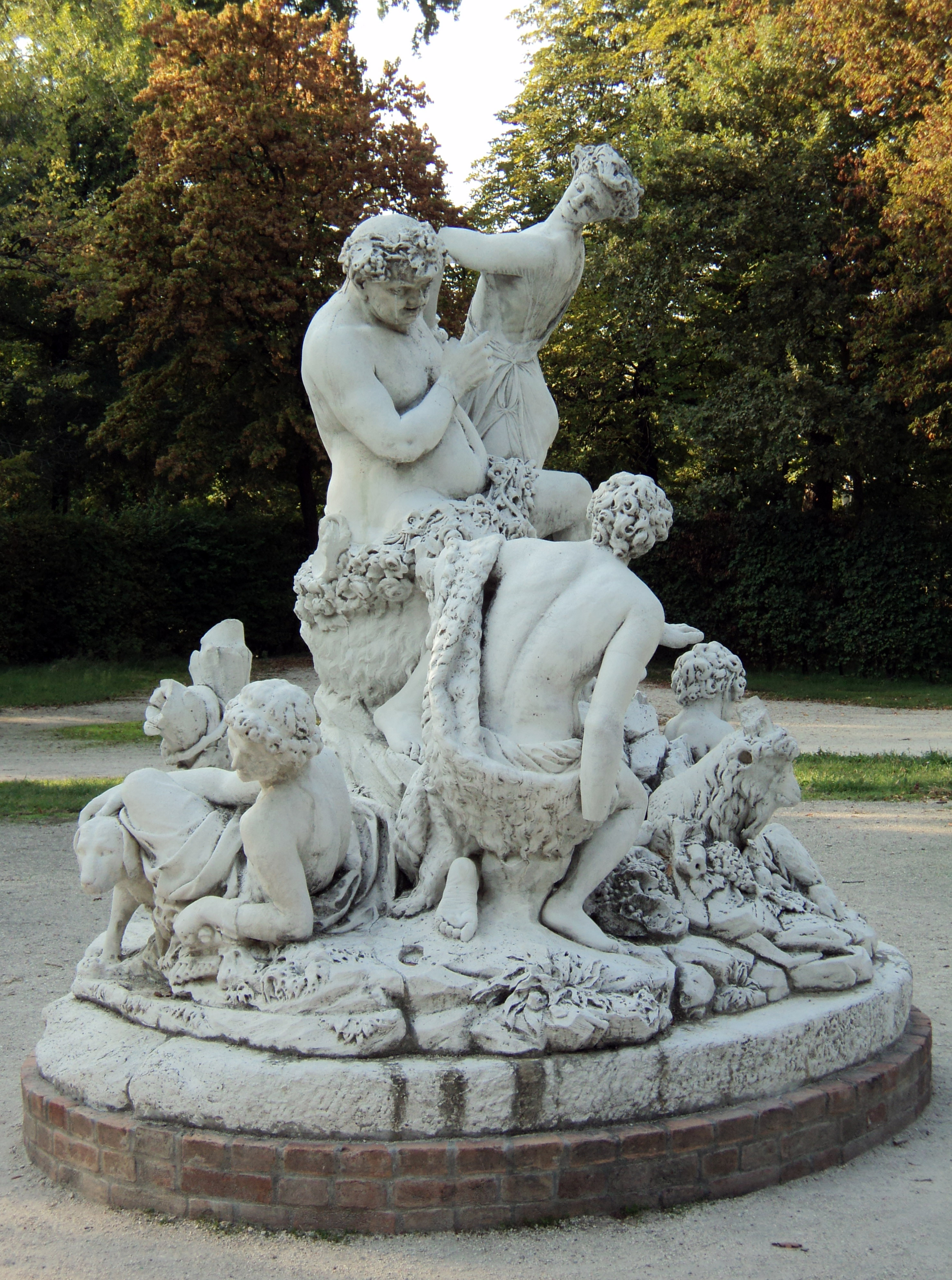
Gruppo del Sileno

Il secondo viale che incrocia il boulevard centrale, nei pressi di un piccolo chiosco risalente agli inizi del XX secolo, è circondato da filari di ippocastani e tigli disposti a scacchiera; lungo il suo sviluppo si aprono simmetricamente due grandi radure rettangolari, al cui centro sono posizionati altri due vasi decorati con teste di ariete e pampini. Di fronte all'incrocio settentrionale col boulevard perimetrale si innalza il Teatro al Parco.
Il terzo vialetto che incrocia il vialone centrale conduce a due radure di forma ovale, circondate da tigli e siepi di aceri campestri e carpini bianchi; a settentrione vi campeggia il monumentale Gruppo del Sileno, accanto al boschetto d'Arcadia ove si erge in posizione sopraelevata il tempietto omonimo. Ai due incroci col boulevard perimetrale sono collocate due coppie di statue, raffiguranti rispettivamente Zefiro e Flora a nord e Bacco e Arianna a sud.

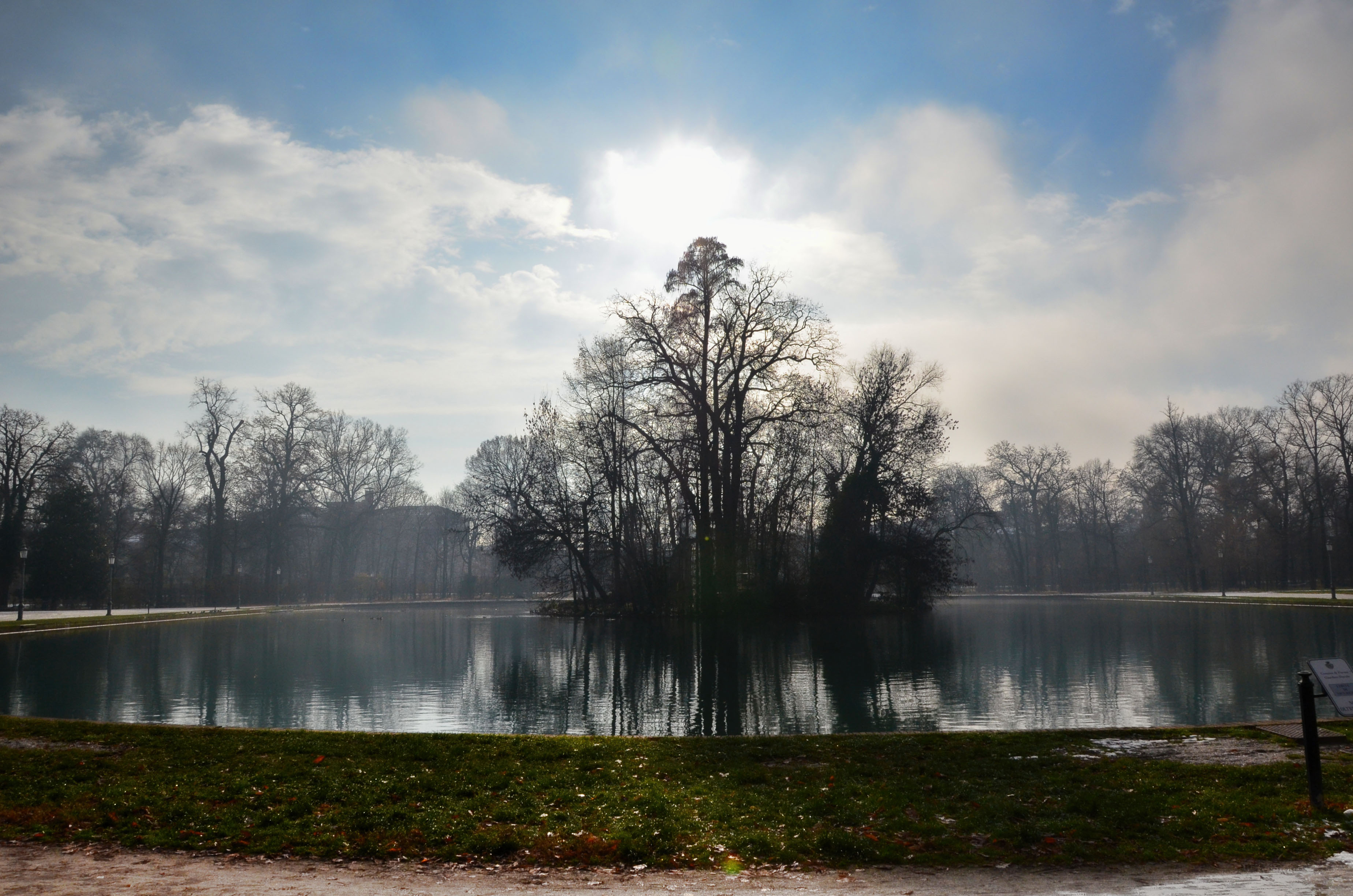
Peschiera

La peschiera ovoidale, al cui centro si trova un isolotto con la monumentale Fontana del Trianon, è circondata da un vialetto, che si collega col viale perimetrale attraverso altri viottoli disposti simmetricamente; nella radura a ovest del laghetto si erge il Grand Vase su un alto basamento marmoreo, quinto e ultimo della serie disegnata dal Petitot e scolpita dal Boudard. Altre quattro statue, raffiguranti Pale, Trittolemo, Pomona e Vertumno, costituiscono un gruppo posizionato davanti al Palazzo del Giardino, mentre sparse all'interno del parco si trovano altre due sculture rappresentanti Apollo con la cetra e Satiro e Naiade. Le opere marmoree sono generalmente copie delle originali settecentesche, conservate sotto la loggia del Palazzetto Eucherio Sanvitale.
Il parco è complessivamente arricchito da circa 1500 esemplari arborei, molti dei quali secolari, posizionati lungo i viali e nei boschetti che punteggiano il giardino; le essenze presenti sono svariate: le tipologie più diffuse sono gli ippocastani, i platani e i tigli, ma si annoverano anche numerosi olmi campestri, aceri campestri, aceri ricci, carpini bianchi e farnie.

### Principali edifici e monumenti

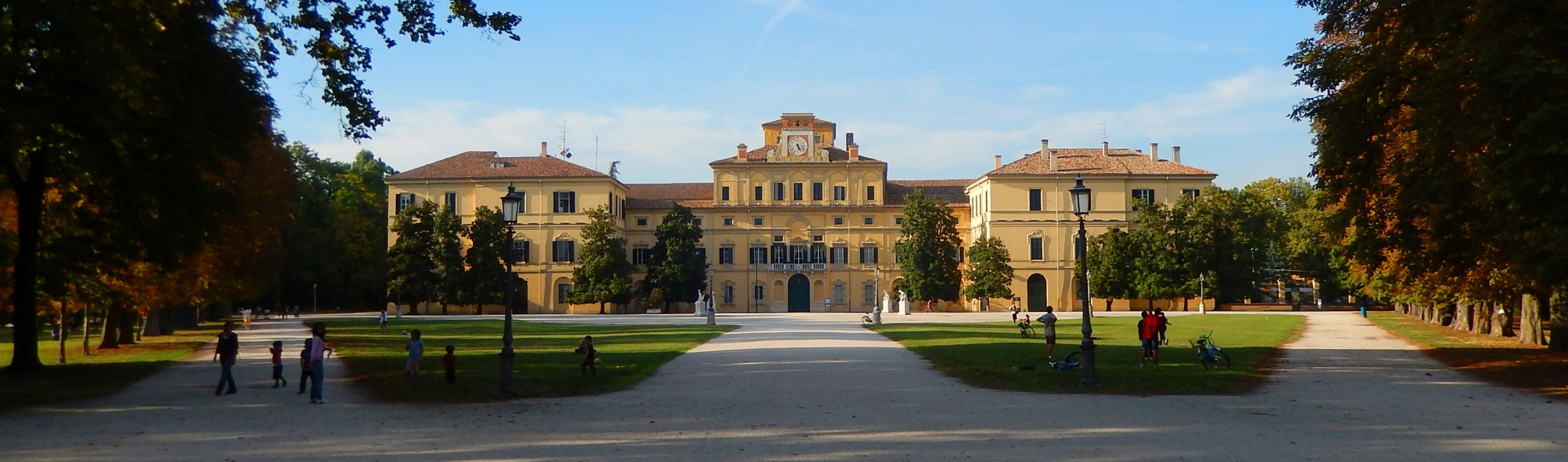
Il Palazzo del Giardino visto dall'étoile

#### Palazzo del Giardino

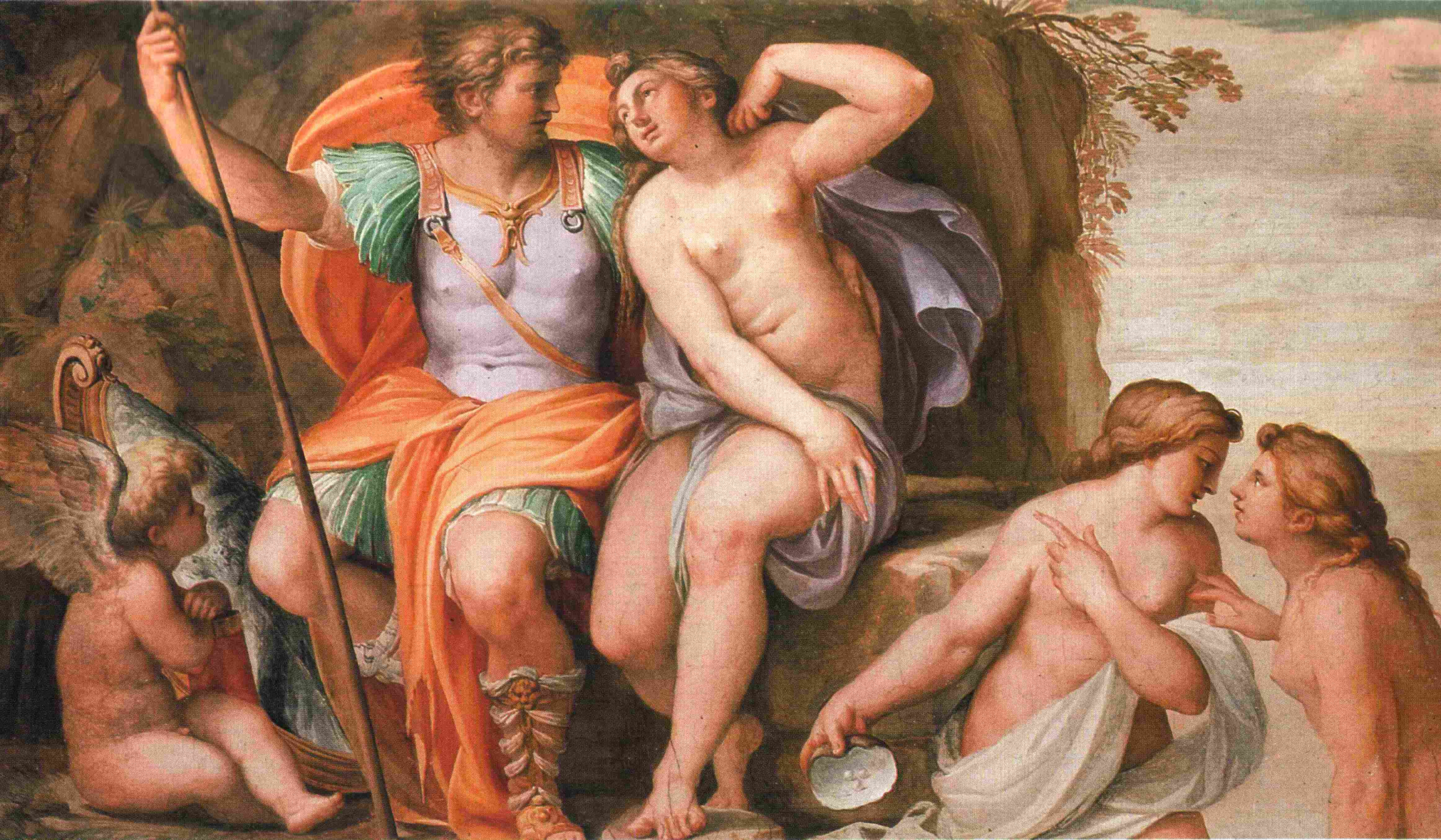
Agostino Carracci, Venere e Marte, Sala dell'Amore del Palazzo del Giardino

Edificato in stile rinascimentale nel 1561 su progetto del Vignola per volere del duca Ottavio Farnese, fu dapprima modificato e ampliato nel XVII secolo da Simone Moschino e Girolamo Rainaldi e successivamente restaurato intorno alla metà del XVIII in stile neoclassico dal Petitot; molte delle sale interne sono ricche di affreschi e stucchi, realizzati da artisti come Girolamo Mirola, Jacopo Zanguidi detto "Bertoja", Agostino Carracci, Jan Soens, Cesare Baglioni, Giovanni Battista Trotti detto "Malosso" e Luca Reti.

#### Palazzetto Eucherio Sanvitale

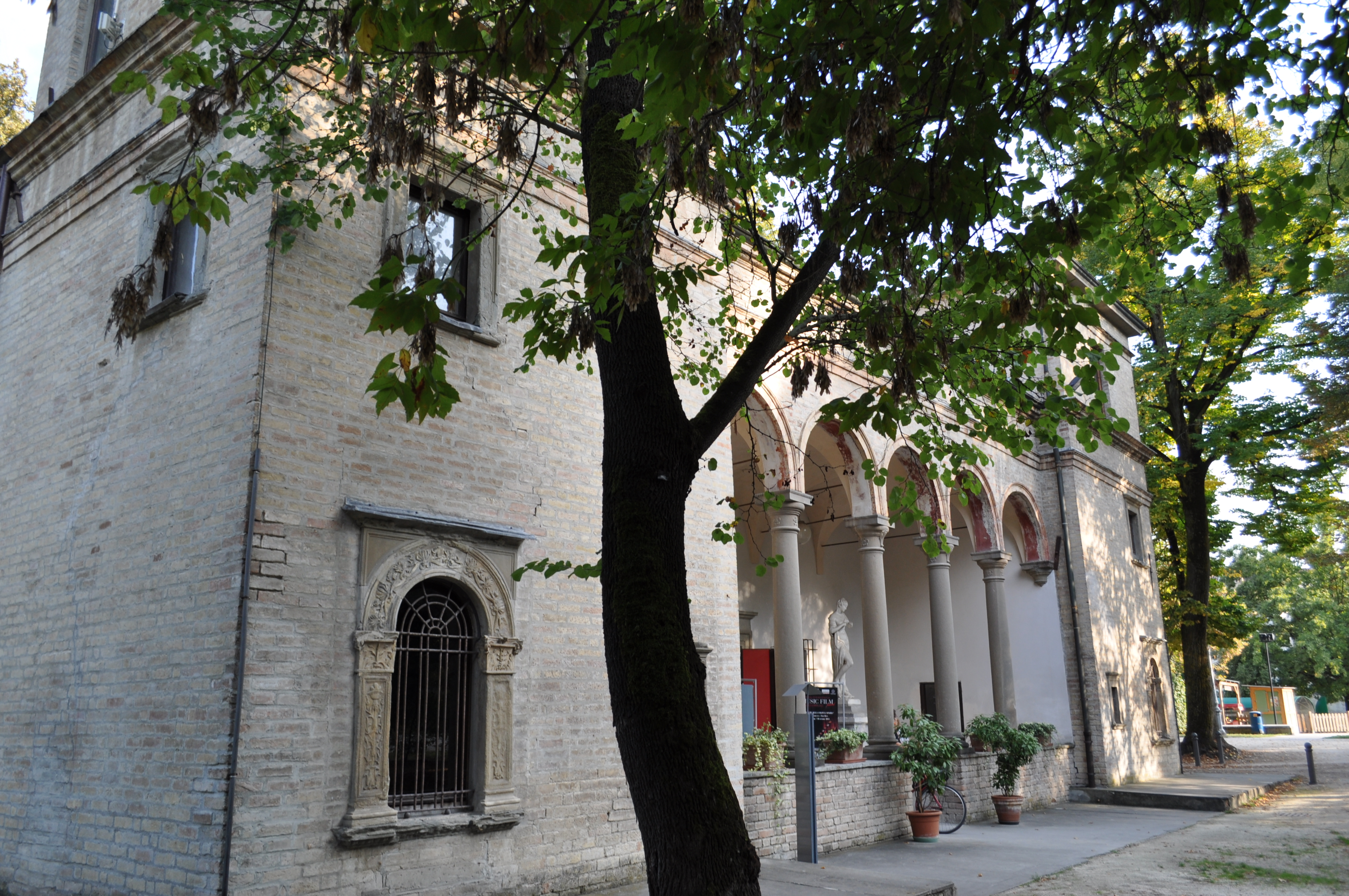
Palazzetto Eucherio Sanvitale

Innalzato in stile rinascimentale agli inizi del XVI secolo su probabile progetto di Giorgio da Erba e Gian Francesco d'Agrate per volere dei frati umiliati, fu acquistato nel 1526 dal conte Gian Galeazzo Sanvitale; presenta all'interno varie decorazioni del d'Agrate e frammenti di un affresco attribuito al Parmigianino.

#### Tempietto d'Arcadia

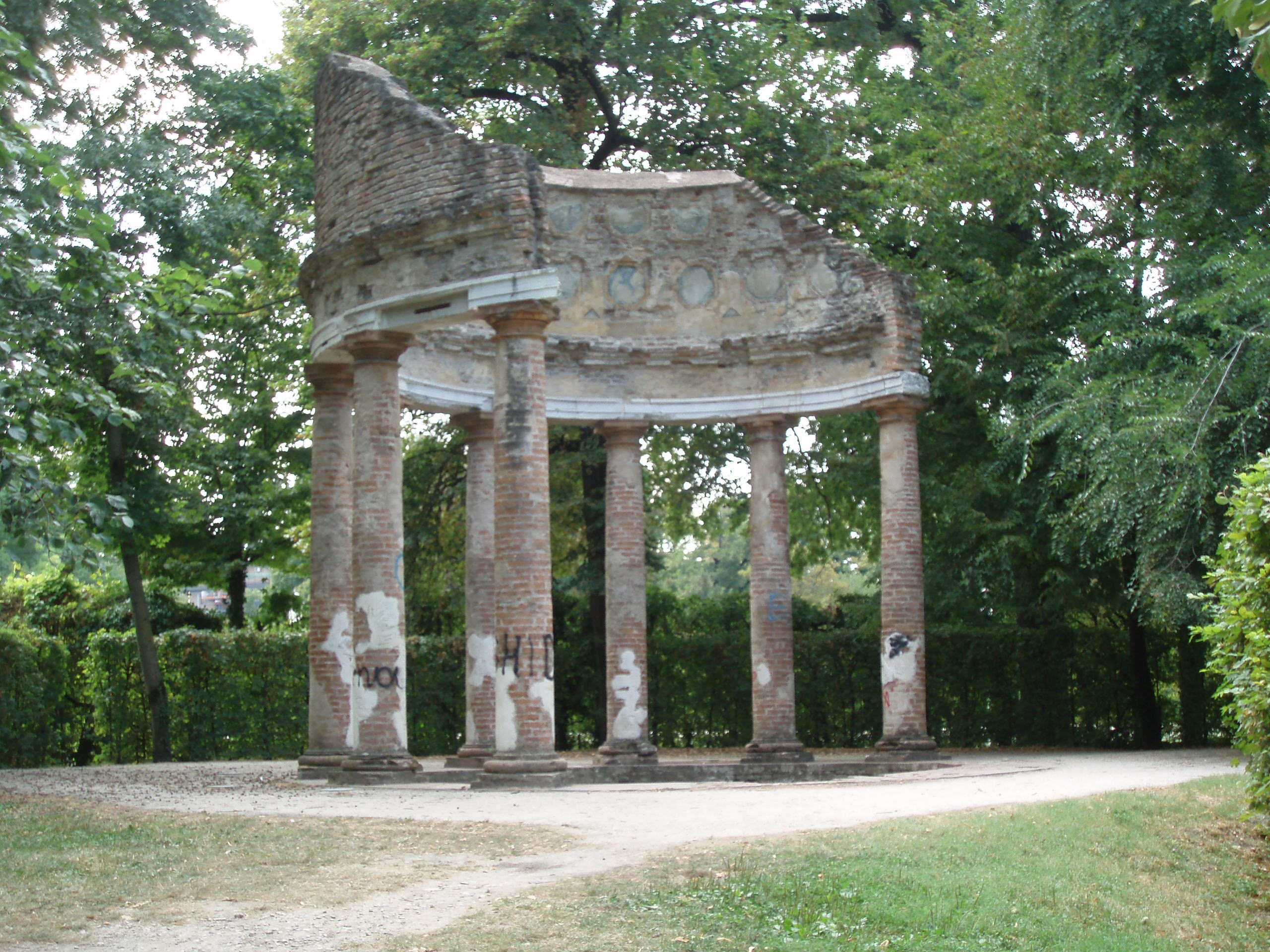
Tempietto d'Arcadia

Edificato in forma di rovina nel 1769 su progetto del Petitot, costituì per anni lo sfondo per rappresentazioni arcadiche e gare di poesia; si innalza su otto colonne in mattoni coronate da capitelli dorici, su cui è accennata una volta a cupola decorata a cassettoni.

#### Fontana del Trianon

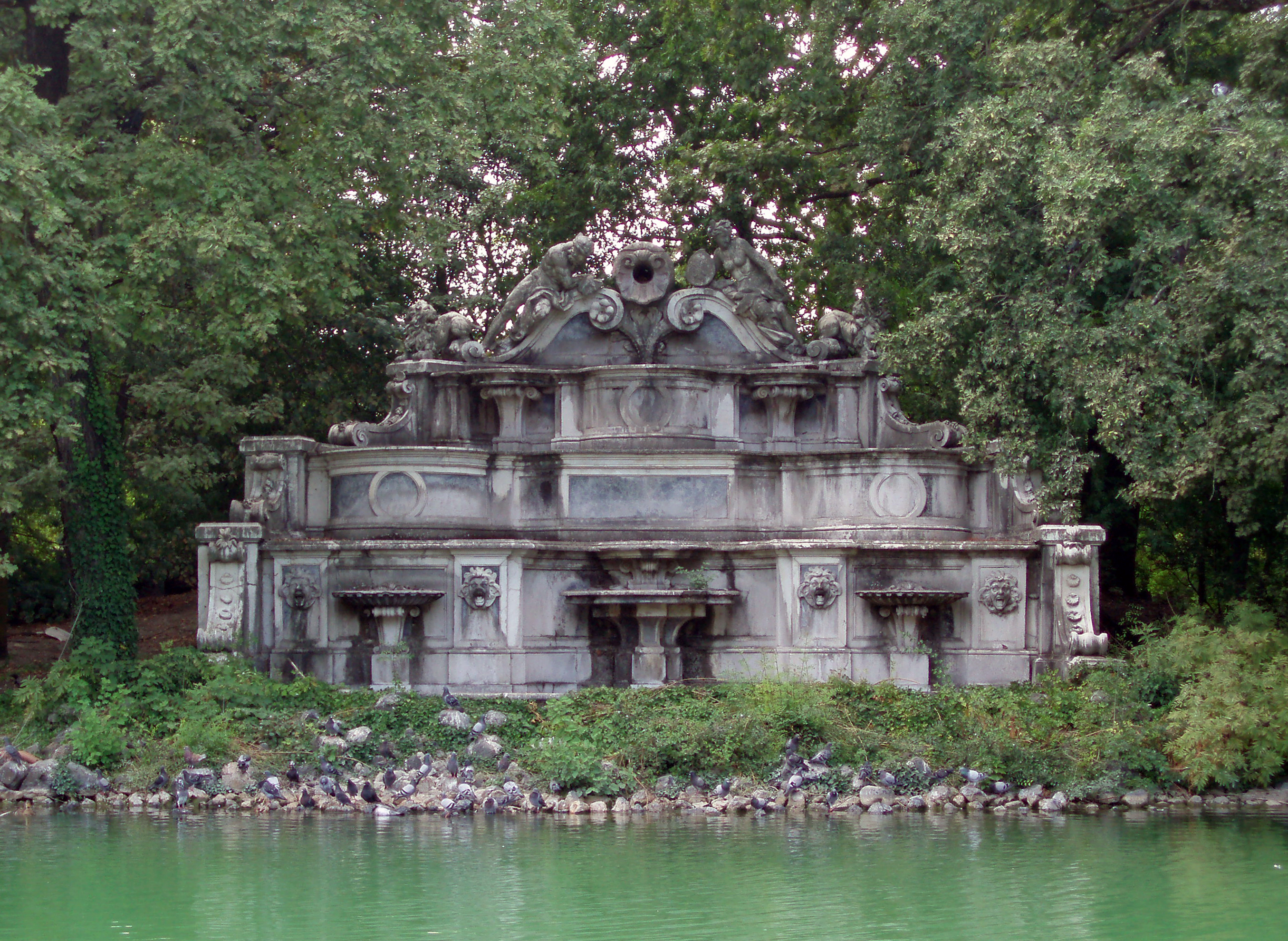
Fontana del Trianon

Realizzata tra il 1712 e il 1719 da Giuliano Mozzani per il giardino della Reggia di Colorno, fu danneggiata e parzialmente smembrata nel XIX secolo e ricomposta in città, prima della collocazione nell'attuale posizione; la scultura rappresenta allegoricamente i fiumi Taro e Parma, posti ai lati della conchiglia centrale.

#### Teatro al Parco

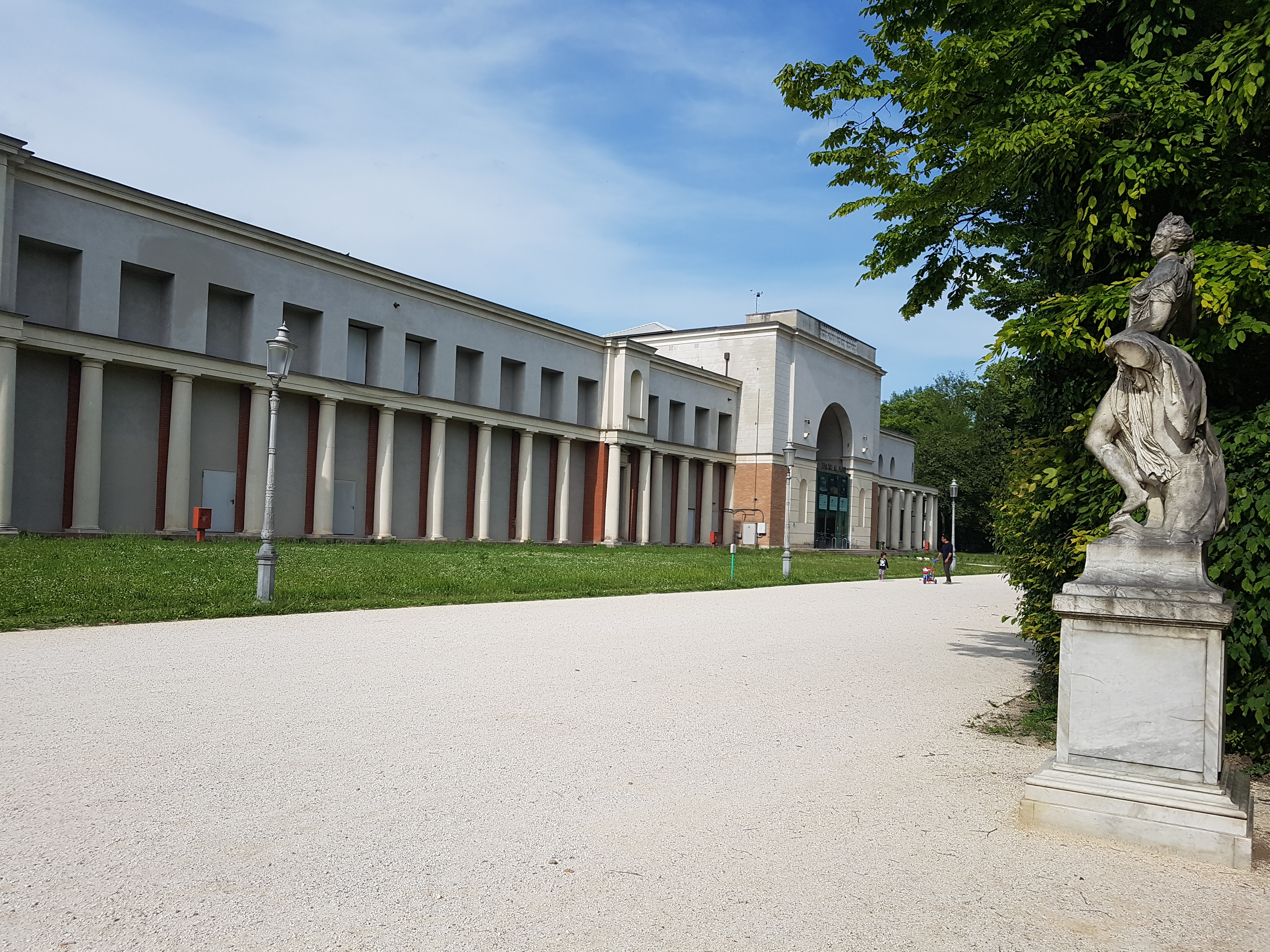
Teatro al Parco

Costruito per ospitare esposizioni fieristiche in stile razionalista tra il 1939 e il 1941 su progetto dell'ingegner Ugo Pescatori, fu trasformato in teatro nel 1987, sede della "Compagnia delle Briciole".

#### Serre comunali
Innalzate in stile liberty nel 1925 per ospitare le attrezzature dei giardinieri e ricoverare le essenze arboree in vaso, costituiscono attualmente la sede provvisoria della Biblioteca di Alice, in attesa del recupero definitivo.

#### Serra degli Aranci
Edificata nel XVIII secolo quale riparo invernale per gli agrumi, fu trasformata nel corso dell'ultimo restauro in caffè.

#### Cancello monumentale di piazzale Santa Croce
Innalzato nel 1749 dal Petitot in adiacenza alla porta cittadina omonima, fu modificato nel XIX secolo per volere della duchessa Maria Luigia e ampliato nei primi anni del XX secolo.